# Levulinsyra
Levulinsyra, CH3C(O)CH2CH2COOH, är en organisk förening, mer specifikt en ketosyra.

## Egenskaper
Levulinsyra förekommer som vita kristaller och är löslig i vatten och polära organiska lösningsmedel.

## Framställning
Levulinsyra framställs tekniskt ur träavfall, genom upphettning av sackaros med koncentrerad saltsyra. Processen fortskrider via ett mellansteg av glukos, som isomeriseras till fruktos och sedan genomgår dehydrering till hydroximetylfurfural (HMF).
Andra sockerderivat kan användas i denna process, såsom levulos (D-fruktos), inulin och stärkelse. HMF hydrolyserar till myrsyra och levulinsyra.

## Användning
Levulinsyra är råmaterial för framställning av läkemedel, mjukgöringsmedel och olika andra tillsatser.
Potentiella biobränslen kan framställas ur levulinsyra, såsom metyltetrahydrofuran, valerolakton och etyllevulinat.
Levulinsyra används i cigaretter för att öka nikotinhalten i röken och bindningen till neurala receptorer.